# 川崎郵便局 (三重県)
川崎郵便局（かわさきゆうびんきょく）は、三重県亀山市にある郵便局。民営化前の分類では集配特定郵便局であった（現在は集配機能を廃止）。

## 概要
住所：〒519-0211 三重県亀山市川崎町4940

## 沿革
- 1921年（大正10年）4月6日 - 開局。
- 1968年（昭和43年）8月24日 - 電話交換業務と和文電報配達業務を亀山郵便局および鈴峰郵便局に移管[1]。
- 2007年（平成19年）3月5日 - 集配拠点再編に伴い、局内に配達センターを設置。
- 2007年（平成19年）10月1日 - 民営化に伴い、併設された郵便事業四日市西支店川崎集配センターに一部業務を移管。
- 2012年（平成24年）10月1日 - 日本郵便株式会社発足に伴い、郵便事業四日市西支店川崎集配センターを川崎郵便局に統合。
- 2015年（平成27年）8月31日 - 亀山郵便局へ集配業務を移管、無集配局となる。

## 取扱内容
- 郵便、印紙、ゆうパック、内容証明
- 貯金、為替、振替、振込、国債
- 生命保険、バイク自賠責保険
- ゆうちょ銀行ATM

## 周辺
- 御幣川
- 亀山市立川崎小学校
- 亀山ジャンクション
- 国道306号

## アクセス
- 亀山市コミュニティバス 徳原停留所下車
- 東名阪自動車道 鈴鹿ICから南へ約4km
- 駐車場あり：5台